# Крекінг-установка у Гечсарані
Крекінг-установка у Гечсарані — піролізне виробництво, яке споруджується в іранській провінції Кохґілує і Боєрахмед. Відоме також як 8-й олефіновий комплекс.
Установка парового крекінгу у Гечсарані (відомий завдяки своєму гігантському нафтовому родовищу) споживатиме 1,27 млн тонн етану на рік. Сировина при цьому постачатиметься із газопереробного заводу Бід-Боланд-2 в сусідній провінції Хузестан, який має щорічно продукувати 1,48 млн тонн цього гомологу метану. Піроліз етану дасть змогу отримувати 1090 тисяч тонн етилену, а також, як побічні продукти, фракцію С3+, водень та паливний газ.
Особливістю гачсаранського майданчику буде те, що похідні виробництва винесуть до цілого ряду населених пунктів тієї ж та суміжних провінцій — Дехдашту, Мамасані, Казеруну та Boroujen, де планується створити заводи поліетилену потужністю по 300 тисяч тонн на рік. Нестачу етилену покриватимуть за рахунок підключення до Західного етиленопроводу, який транспортує продукцію з потужного центру нафтохімічної промисловості в Ассалує (передусім 11-го олефінового комплексу).
Через накладені на Іран санкції роботи за проектом посуваються із затримками проти планових строків. Станом на 2014 рік готовність комплексу перебувала на рівні 32,3 %, а на початку 2019-го цей показник досяг 58 %.